# 1143. grenadirski polk (Wehrmacht)
1143. grenadirski polk (izvirno nemško 1143. Grenadier-Regiment; kratica 1143. GR) je bil pehotni polk Heera v času druge svetovne vojne.

## Zgodovina
Polk je bil ustanovljen 6. avgusta 1944 z delov 1141. in 1142. grenadirskega polka; dodeljen je bil 561. grenadirski diviziji.